# Cesar Anko
Cesar Anko (安康天皇 Anko-tenno) je 20. japonski cesar v skladu s tradicionalnim dednim nasledstvom.
Njegovem vladanju ne moremo pripisati točnih datumov, a naj bi po konvencijah vladal med leti 453 in 456.

## Legenda
Anko je bil monarh iz 5. stoletja. Vladavina 29. cesarja Kinmeja je prva, ki ji pripisujejo točne in preverljive datume. Konvencionalno sprejeti datumi izhajajo iz časa cesarja Kanmuja, 50. cesarja dinastije Jamato.
Po Kodžikiju in Nihon Šokiju je bil drugi sin cesarja Ingja. Njegov starejši brat Kinaši no Karu je bil kronski princ, a je zaradi incestnega razmerja s sestro Karu no Ojracume izgubil naklonjenost dvora. Po opuščenem poskusu nabiranja vojaških sil proti Anku sta bila s sestro-ljubimko izgnana in storila samomor.
Njegov dejanski naziv je bil verjetno Sumeramikoto ali Amenošita Širošimesu Okimi  (治天下大王, "veliki kralj, ki vlada pod nebesi"), saj se naziv tenno pojavi šele v času cesarja Tenmuja in cesarice Džito. Lahko da so ga nazivali z Jamato Okimi (ヤマト大王/大君, "veliki kralj Jamata").
Anka je v tretjem letu vladanja ubil princ Majova no Okimi kot povračilo za uboj njegovega očeta.
Dejansko mesto Ankovega groba ni znano. Tradicionalno ga častijo v spominskem šintoističnem svetišču v prefekturi Nara. Cesarska hiša je posvetila to lokacijo kot njegov mavzolej. Uradno se imenuje Sugawara no Fushimi no nishi misasagi.

## Galerija
- Spominsko šintoistično svetišče in mavzolej v čast cesarja Anka